# Họ Cá bướm
Họ Cá bướm (tên khoa học Chaetodontidae) là một tập hợp các loài cá biển nhiệt đới dễ nhận rõ; cá bướm cờ (bannerfish) và cá san hô (coralfish) cũng được xếp vào họ này. Họ Cá bướm có khoảng 129 loài thuộc 12 chi, tập trung ở các rạn san hô thuộc Ấn Độ Dương, Đại Tây Dương và Thái Bình Dương. Có nhiều cặp loài ở Ấn Độ Dương và Thái Bình Dương và là thành viên của một chi rất lớn là chi Cá bướm (Chaetodon).
Thoạt nhìn, cá bướm trong giống như phiên bản thu nhỏ của họ Cá bướm gai (Pomacanthidae) nhưng không giống như cá bướm gai, cá bướm không có gai tiền nắp mang ở các nắp mang. Một vài loài cá bướm thuộc chi Heniochus trông tương tự như cá thù lù (Zanclus cornutus), loài duy nhất của họ Zanclidae. Trong "bộ Cá vược" cận ngành thì cá bướm gai (Pomacanthidae) và cá bướm có mối quan hệ họ hàng không quá xa trong khi giữa cá thù lù (Zanclidae) và cá bướm thì quan hệ họ hàng có lẽ lại ít gần hơn rất nhiều.

## Mô tả và sinh thái học

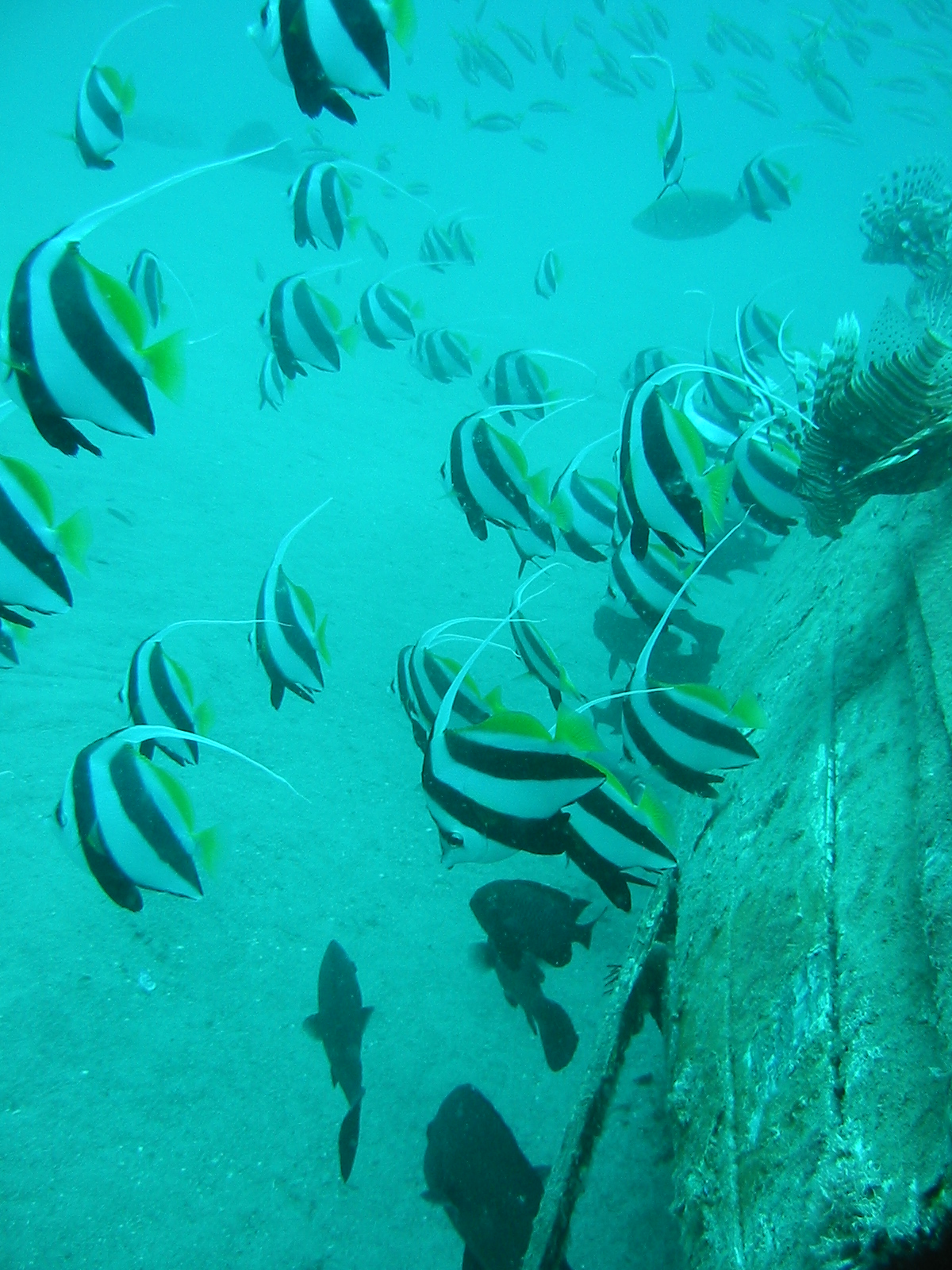
Một đàn Heniochus diphreutes

Cá bướm thường có chiều dài cơ thể từ 8 đến 30 cm. Chaetodon lineolatus, Chaetodon ephippium và Heniochus singularius là ba loài có cơ thể dài nhất trong họ; tổng chiều dài cơ thể của chúng có thể lên đến 30 cm. Tên gọi chung "cá bướm" ám chỉ những hoa văn có màu sắc tươi sáng và nổi bật trên cơ thể của nhiều loài trong họ này, từ màu đen, trắng, xanh dương đến đỏ, cam và vàng. Trong khi đó, cũng có những loài chỉ có màu sắc u ám. Nhiều loài cá bướm có những điểm mắt trên phần thân và những dải màu tối bao phủ vùng mắt, trông tương tự như những hoa văn trên đôi cánh của bướm ngày. Lý do cá bướm có màu sắc sặc sỡ có thể là để nhằm giao tiếp giữa các loài với nhau. Cá bướm có dải vây lưng liên tục; vây đuôi tròn hoặc cụt nhưng không bao giờ có dạng chẻ.
Nhìn chung cá bướm sống về ban ngày tại vùng nước sâu dưới 18 m (mặc dù có một số loài sống ở độ sâu 180 m). Những loài ăn san hô phân chia lãnh địa, lập thành từng cặp bạn tình và giành cho mình một đầu san hô riêng. Ngược lại, những loài ăn động vật phù du thì tập trung thành từng đàn cá lớn cùng loài. Vào ban đêm, cá bướm ẩn nấp trong các kẽ nứt của rạn san hô.
Vì có màu sắc đẹp nên cá bướm xuất hiện phổ biến trong các hồ cá cảnh. Tuy nhiên, đa phần các loài thuộc họ này ăn pô-líp san hô và hải quỳ. Do sự phức tạp của việc cân bằng số lượng giữa con mồi và loài săn mồi trong hồ cá cảnh nên những người đam mê hồ cá thường chỉ tập trung vào một ít loài ăn động vật phù du.
Cá bướm đẻ trứng gần mặt biển, cụ thể là chúng đẻ nhiều búi trứng vào trong nước, rồi số trứng này trở thành một phần của đám sinh vật phiêu sinh trôi nổi cùng dòng nước cho đến khi nở thành cá bột. Cá con trải qua một giai đoạn có tên là tholichthys, trong đó cơ thể của những con cá non ở giai đoạn hậu ấu trùng được bao bọc bởi những lớp sừng cứng như xương. Khi cá thuần thục, lớp sừng này sẽ mất đi. Ngoài cá bướm thì chỉ có họ Cá nâu (Scatophagidae) mới có giai đoạn lớp sừng bao bọc cơ thể như vừa nêu.

## Từ nguyên
Tên của họ cá này bắt nguồn từ từ chaite ("tóc, lông") và odontos ("răng") trong tiếng Hi Lạp cổ. Điều này ám chỉ những hàm răng tựa như răng lược trong cái mõm dài và nhọn của cá bướm.

## Phân loại và tiến hoá

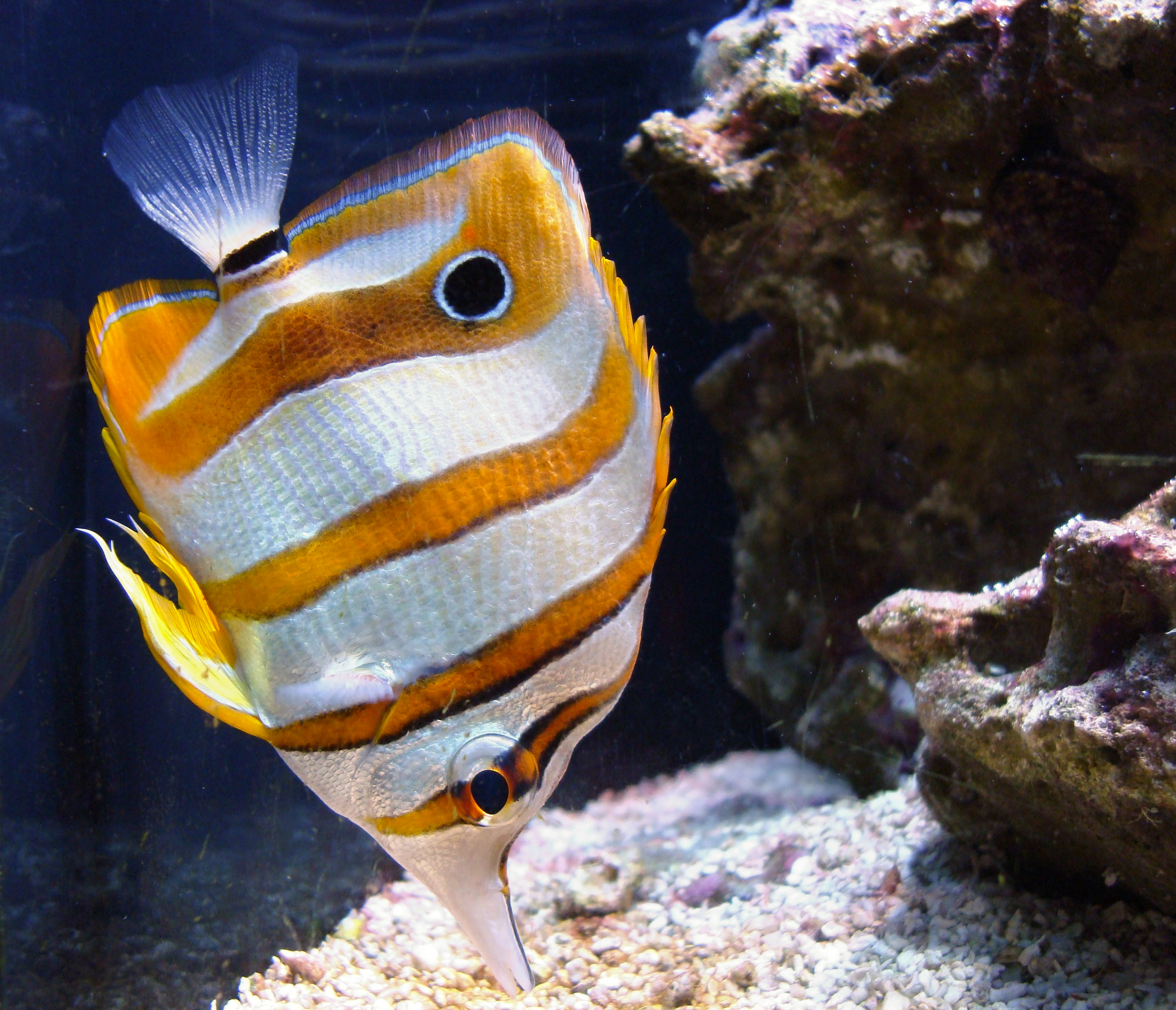
Cá bướm dải đồng, Chelmon rostratus

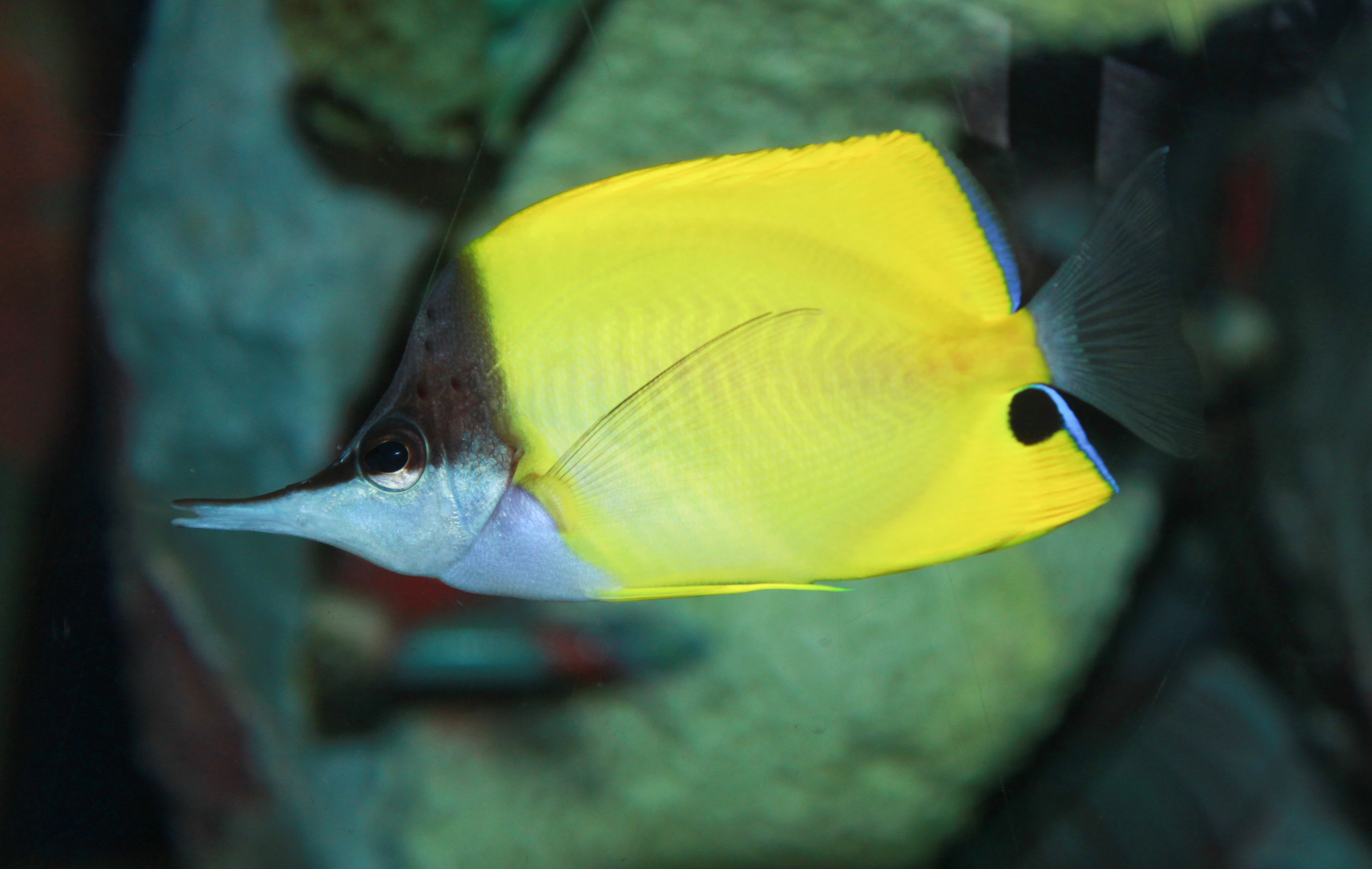
Cá bướm mũi dài vàng, Forcipiger flavissimus

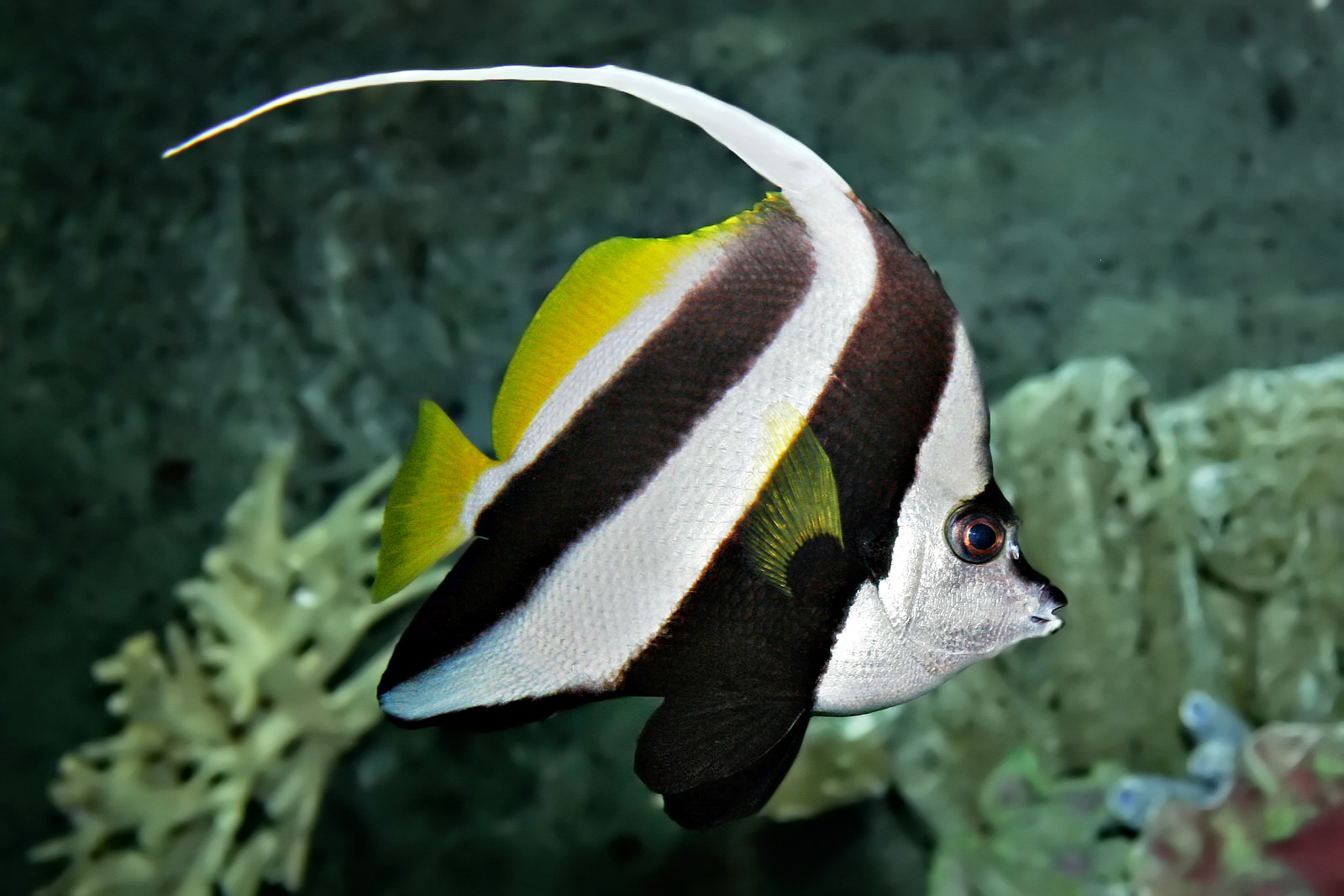
Heniochus acuminatus (cá chim cờ)

Họ này theo truyền thống xếp trong bộ Cá vược, nhưng gần đây được đề xuất tách ra và xếp cùng họ Leiognathidae trong bộ mới lập là bộ Cá bướm (Chaetodontiformes).
Có thể chia họ Chaetodontidae thành hai dòng dõi (phân họ). Tên phân họ Chaetodontinae là tàn tích cũ của một thời kì khi mà Pomacanthidae và Chaetodontidae còn được xếp chung trong một họ là họ Chaetodontidae sensu lato. Vì vậy, ngày nay Chaetodontinae là tên đồng nghĩa muộn của Chaetodontidae. Trông bất kỳ trường hợp nào, một dòng dõi của Chaetodontidae (theo nghĩa hiện tại) chứa các loài cá bướm "điển hình" quanh chi điển hình Chaetodon (bao gồm Parachaetodon, Prognathodes, Roa), trong khi dòng dõi kia hợp nhất các loài cá bướm của các chi còn lại. Vì bộ Cá vược mang tính cận ngành cao nên mối quan hệ chính xác giữa các loài trong toàn thể họ Chaetodontidae chưa được giải thích rõ ràng.
Trước khi có phương pháp Dideoxy thì ngành phân loại học gặp trở ngại trong vấn đề giải đáp câu hỏi rằng liệu nên xem những con cá này là loài hay phân loài. Ngoài ra, người ta còn đề xuất hàng loạt phân chi để chia chi Cá bướm (Chaetodon) ra, và càng ngày công việc chia nhỏ này càng trở nên rõ ràng hơn.
Hoá thạch của nhóm cá này khá hiếm. Do chỉ giới hạn khu vực sống tại các rạn san hô nên xác chết của cá bướm có khả năng bị các loài ăn xác thối ăn, bị san hô "mọc" chồng lên hoặc các hoá thạch (nếu có) khó có thể tồn tại lâu do bị ảnh hưởng bởi hiện tượng xói mòn. Tuy vậy, hoá thạch của Pygaeus từ giai đoạn giữa-muộn của thế Eocen tại châu Âu có niên đại khoảng từ tầng Barton, 40-37 triệu năm về trước. Vì thế, hầu như chắc chắn là họ Cá bướm đã xuất hiện khoảng từ Eocen sớm-giữa.

### Các chi
Dòng dõi cá bướm cờ-cá san hô có thể được chia tiếp làm hai nhóm; và hai nhóm này có thể được xem là tông nhưng vẫn chưa được đặt tên chính thức. Dưới đây là danh sách các chi xếp theo thứ tự từ cổ nhất đến trẻ nhất:
Dòng dõi cá bướm cờ/cá san hô 1:
- Amphichaetodon
- Coradion
- Chelmon
- Chelmonops

Dòng dõi cá bướm cờ/cá san hô 2:
- Forcipiger
- Hemitaurichthys
- Heniochus
- Johnrandallia Nalbant 1974 (gồm cả Pseudochaetodon)

Cá loài cá bướm "điển hình" có thể thuộc nhiều chi; xem chi Cá bướm:
- Chaetodon
- Parachaetodon
- Roa
- Prognathodes (có lúc bao gồm Chaetodon)

## Hình ảnh

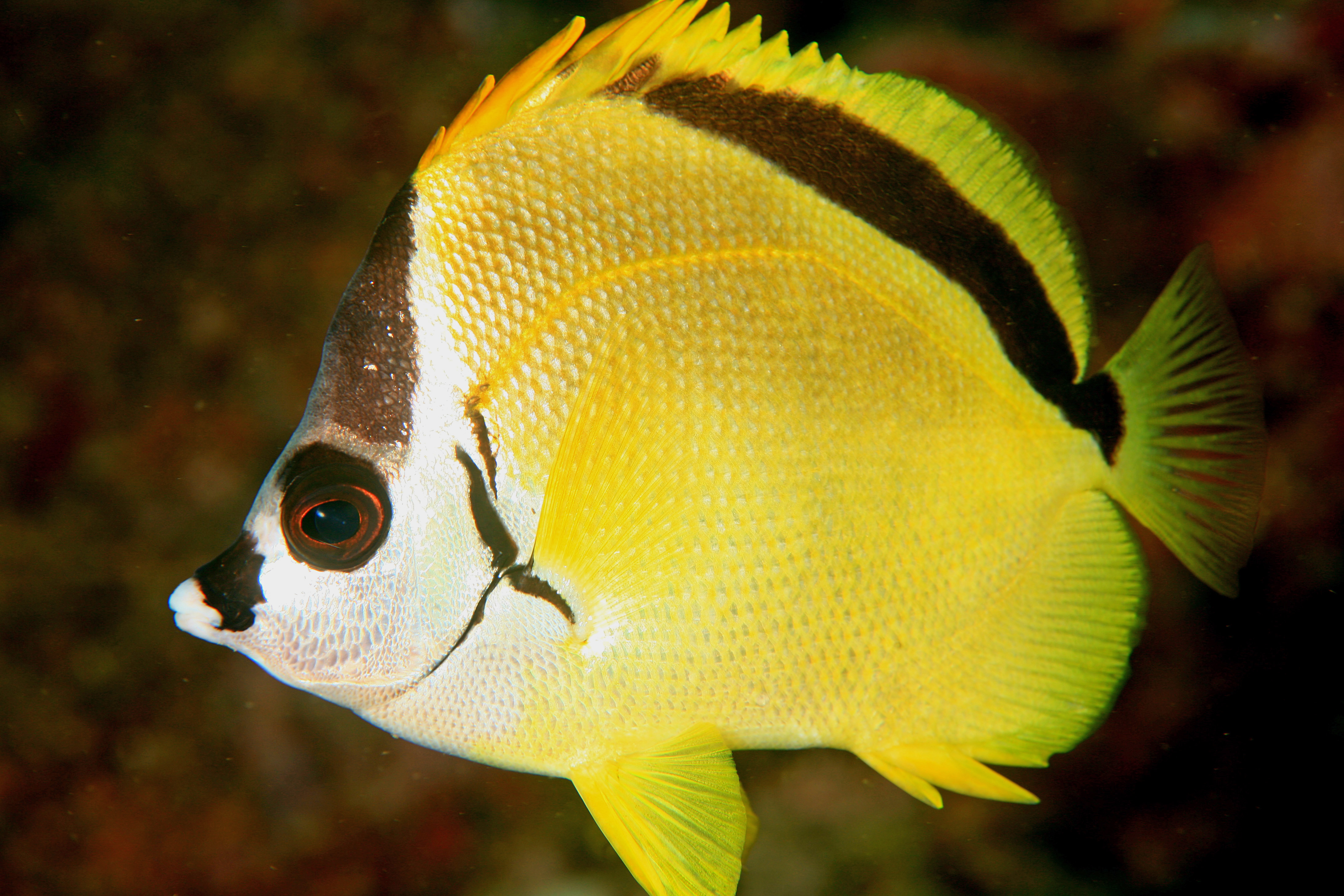
Johnrandallia nigrirostris
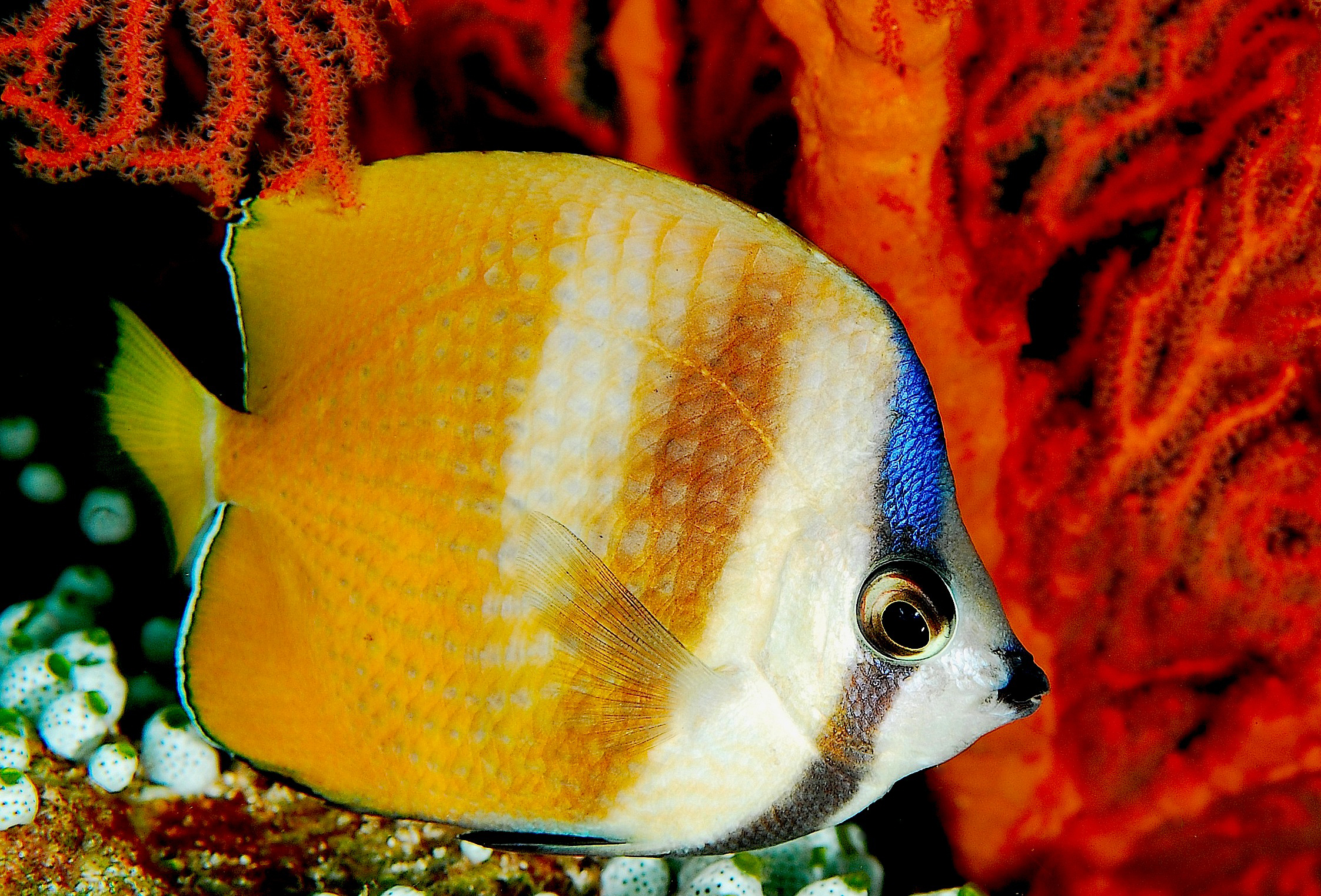
Cá bướm nâu nhạt (Chaetodon kleinii; có lúc được xếp vào Lepidochaetodon)
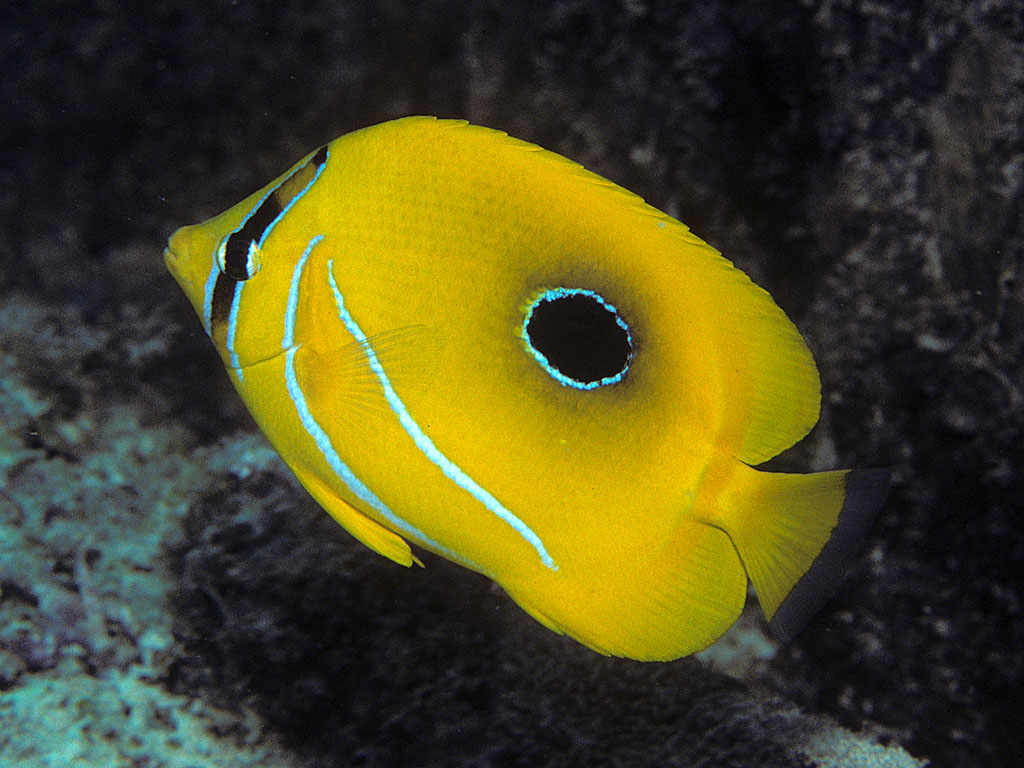
Chaetodon bennetti (có lúc được xếp vào Megaprotodon)
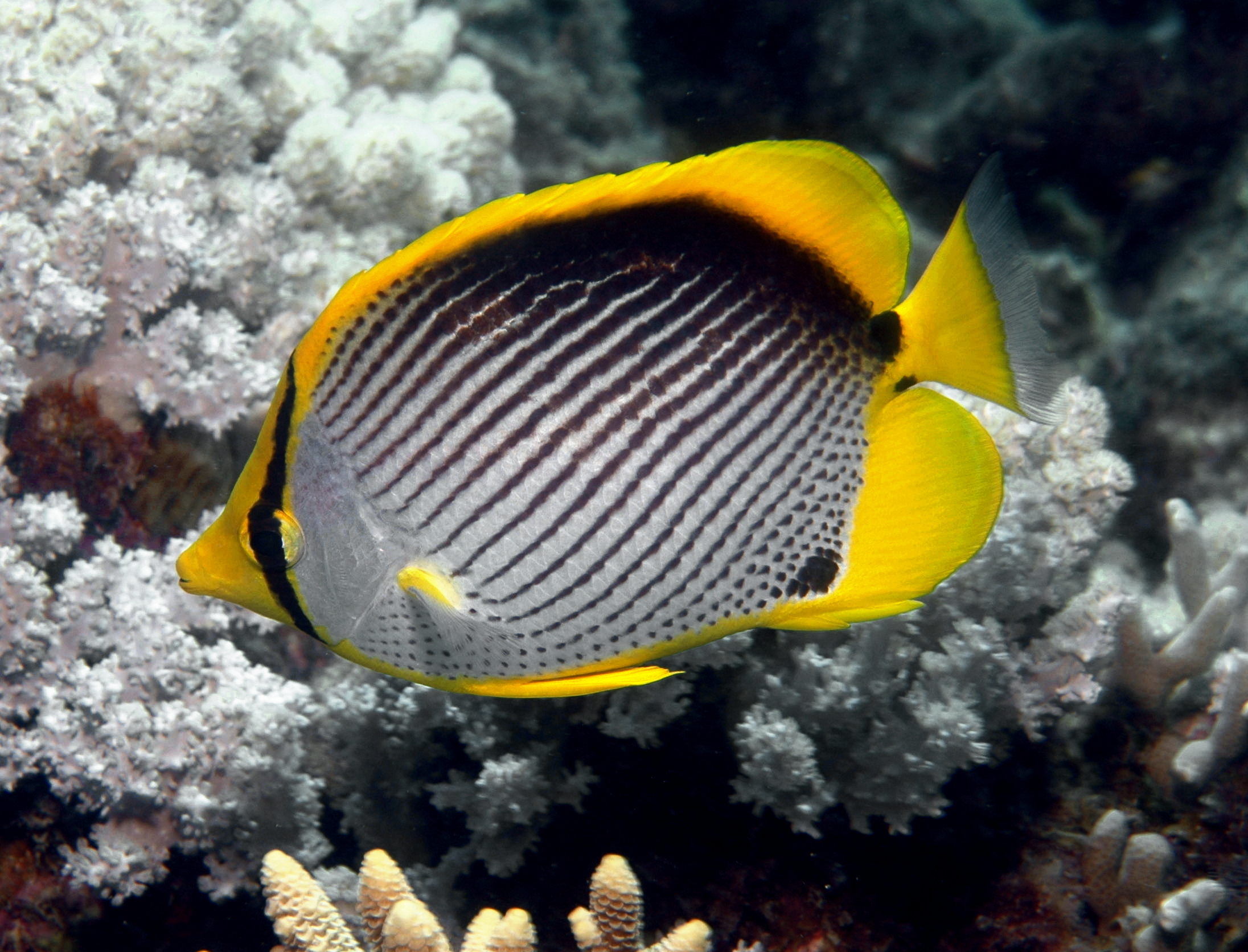
Cá bướm lưng đen